# 47707 Jamieson
47707 Jamieson este o planetă minoră (asteroid), cu un diametru de 5,647 km, din centura de asteroizi. A fost descoperită pe 26 februarie 2000 la Catalina Station⁠(d) de Catalina Sky Survey. 
Obiectul prezintă o orbită caracterizată de o semiaxă mare de 2,6910715129256 UAi, o excentricitate de 0,15205515385118, o înclinație de 13,29349509188 ° în raport cu ecliptica.